# The Order (serie de televisión)
The Order es una serie de televisión web estadounidense de drama y horror creada por Dennis Heaton y escrita por Heaton, Shelley Eriksen, Rachel Langer, Jennica Harper, Penny Gummerson y Jason Filiatrault. La serie se estrenó en Netflix el 7 de marzo de 2019, y está protagonizada por Jake Manley, Sarah Grey, Matt Frewer, Sam Trammell y Max Martini. La primera temporada recibió reseñas positivas tras su lanzamiento.
En marzo de 2019, se anunció que la serie fue renovada para una segunda temporada de 10 episodios que se lanzó el 18 de junio de 2020. En noviembre de 2020, la serie fue cancelada tras dos temporadas.

## Premisa
The Order sigue al estudiante universitario Jack Morton cuando se une a la Orden Hermética de la Rosa Azul, una sociedad secreta que enseña y practica magia. A medida que Jack profundiza en la historia de la organización, descubre oscuros secretos familiares y una batalla clandestina entre hombres lobo y las artes oscuras mágicas.

## Elenco y personajes

### Principal
- Jake Manley como Jack Morton: un estudiante universitario de primer año en la Universidad de Belgrave y un nuevo recluta que se une a la Orden Hermética de la Rosa Azul y los Caballeros de San Cristóbal.
- Sarah Grey como Alyssa Drake: estudiante universitaria y guía turística de la universidad y medicum de la Orden Hermética de la Rosa Azul.
- Matt Frewer como Pete «Pops» Morton (temporada 1; invitado: temporada 2):[nota 1] el abuelo de Jack que está obsesionado con derribar a Edward Coventry.
- Sam Trammell como Eric Clarke (temporada 1; invitado: temporada 2):[nota 1] un profesor de ética en la Universidad de Belgrave.
- Max Martini como Edward Coventry / Gran Mago (temporada 1; invitado: temporada 2):[nota 1] el padre distanciado de Jack y el gran mago de la Orden Hermética de la Rosa Azul.

### Recurrente
- Adam DiMarco como Randall Carpio: uno de los asesores residentes de la Universidad de Belgrave y miembro de los Caballeros de San Cristóbal.
- Katharine Isabelle como Vera Stone: la rectora de la Universidad de Belgrave y exmaga del templo y gran maga actual de la Orden Hermética de la Rosa Azul.[5]
- Louriza Tronco como Gabrielle Dupres: una acólita de la Orden Hermética de la Rosa Azul.
- Aaron Hale como Brandon Caruthers (temporada 1): un acólito de la Orden.
- Jedidiah Goodacre como Kyle (temporada 1; invitado: temporada 2): un Magistrado de la Orden y mentor de Brandon.
- Dylan Playfair como Clayton «Clay» Turner (temporada 1): un gólem y excompañero de cuarto de Jack.
- Ajay Friese como Amir (temporada 1): uno de los neófitos de la Orden.
- Sean Depner como Jonas (temporada 1): un Magistrado de la Orden y mentor de Gabrielle.
- Devery Jacobs como Lilith Bathory: una estudiante de la Universidad de Belgrave y miembro de los Caballeros de San Cristóbal.
- Thomas Elms como Hamish Duke: profesor asistente en la Universidad de Belgrave y miembro de los Caballeros de San Cristóbal.
- Kayla Heller como Selena Durov: una Magistrada y una de los miembros más prometedores de la Orden.
- Julia Benson como Robin Benson (temporada 1): una profesora de inglés en la Universidad de Belgrave.
- Andres Collantes como Diego Nuñez (temporada 1): un Magistrado de la Orden.
- Keith Martin Gordey como Dr. Hemmings (temporada 1): un miembro del Consejo Gnóstico de la Orden Hermética de la Rosa Azul.
- Christian Michael Cooper como Maddox Coventry (temporada 1; invitado: temporada 2): hijo de Edward Coventry.
- Françoise Yip como Elizabeth Kepler: miembro de la Orden y el Consejo Gnóstico.
- Matty Finochio como Cameron Foley (temporada 2): el nuevo profesor de ética en la Universidad de Belgrave y un practicante anarquista de Praxis.
- Anesha Bailey como Nicole Birch (temporada 2): una miembro transferida de la Orden Hermética de la Rosa Azul.
- Austin Anozie como Angus Carter (temporada 2): un miembro transferido de la Orden Hermética de la Rosa Azul.
- Diana Bang como Salvador Grant (temporada 2): la líder de Praxis, un grupo empeñado a demostrarle al mundo que la magia es real.
- Madison Smith como Orbin (temporada 2): un miembro de los Hijos Esotéricos de Prometeo y más tarde estudiante de la Universidad de Belgrave.

### Invitado
- Hiro Kanagawa como Detective Hayashi (temporada 1): un detective que investiga las muertes de la universidad y sospecha de Jack.
- Ty Wood como Gregory Crain (temporada 1): un neófito de la Orden e hijo de Margaret Crain.
- Matt Visser como Weston Miller (temporada 1): uno de los neófitos de la Orden.
- Drew Tanner como Todd Shutner (temporada 1): uno de los neófitos de la Orden.
- Favour Onwuka como Drea Antonucci (temporada 1): una de los neófitos de la Orden.
- Emily Holmes como Margaret Crain (temporada 1): una miembro de la Orden Hermética de la Rosa Azul que rompe las reglas por su hijo.
- Keith Arbuthnot como Sir Richard De Payne (temporada 1): un practicante original que escondió el Vade Maecum y fue puesto bajo una maldición de sueño eterno.
- Jewel Staite como Renee Marand / hermana de Renee (temporada 1): una nigromante y exmiembro de la Orden.
- Alex Diakun como Piper (temporada 1): un anciano con cirrosis que se sacrifica voluntariamente para la Orden.
- Tom Stevens como Ben (temporada 1): un hombre que acosa a Ruby Speers y más tarde es usado en un experimento del Dr. Hemmings.
- Jocelyn Hudon como Ruby Speers (temporada 1): una miembro de la Orden y asistente del Dr. Hemmings.
- Ian Tracey como Jurgen Sawyer (temporada 1) / Diego Nuñez: un exmiembro de los Caballeros de San Cristóbal que quedó atrapado dentro del Vade Maecum Infernal.
- Grace Dove como Eleanor «Ellie» Taylor (temporada 2): una practicante de magia y discípula de Praxis.
- Mark Dozlaw como Trevor Burstyn (temporada 2): un exneófito de la Orden Hermética de la Rosa Azul que fue rechazado.
- Jodelle Ferland como Zecchia (temporada 2): una demonio barón y ladrona.
- Sasha Roiz como Rogwan (temporada 2): un demonio emperador que se alimenta con miedo.
- James Marsters como Xavier (temporada 2): el líder de los Hijos Esotéricos de Prometeo.
- Steve Bacic como Malachai (temporada 2): un miembro de los Hijos Esotéricos de Prometeo.
- Francesca Bianchi como Essie (temporada 2): una miembro de los Hijos Esotéricos de Prometeo.
- David Lennon como Robert Brown (temporada 2): un miembro de los Hijos Esotéricos de Prometeo.
- Alison Chang como Terry Soo (temporada 2): una miembro de los Hijos Esotéricos de Prometeo.
- Ian Ziering como él mismo (temporada 2): un actor estadounidense y miembro de la Orden Hermética de la Rosa Azul.
- Jason Priestley como él mismo (temporada 2): un actor estadounidense y miembro de la Orden Hermética de la Rosa Azul.
- Claude Knowlton como Bennett (temporada 2): un miembro del Consejo Gnóstico de la Orden Hermética de la Rosa Azul.
- Mig Macario como Edgar Dupres (temporada 2): el padre de Gabrielle.

## Episodios

### Resumen
| Temporada | Temporada | Episodios | Episodios | Lanzamiento original | Lanzamiento original |
| --------- | --------- | --------- | --------- | -------------------- | -------------------- |
|           | 1         | 10        | 10        | 7 de marzo de 2019   | 7 de marzo de 2019   |
|           | 2         | 10        | 10        | 18 de junio de 2020  | 18 de junio de 2020  |

### Temporada 1 (2019)
| N.º en serie | N.º en temp. | Título                                                                     | Dirigido por     | Escrito por        | Fecha de lanzamiento original |
| ------------ | ------------ | -------------------------------------------------------------------------- | ---------------- | ------------------ | ----------------------------- |
| 1            | 1            | «Hell Week, Part 1» «Semana infernal (Primera parte)»                      | David Von Ancken | Dennis Heaton      | 7 de marzo de 2019            |
| 2            | 2            | «Hell Week, Part 2» «Semana infernal (Segunda parte)»                      | David Von Ancken | Shelley Eriksen    | 7 de marzo de 2019            |
| 3            | 3            | «Introduction To Ethics, Part 1» «Introducción a la Ética (Primera parte)» | Kristin Lehman   | Rachel Langer      | 7 de marzo de 2019            |
| 4            | 4            | «Introduction To Ethics, Part 2» «Introducción a la Ética (Segunda parte)» | Kristin Lehman   | Jennica Harper     | 7 de marzo de 2019            |
| 5            | 5            | «Homecoming, Part 1» «De vuelta a casa (Primera parte)»                    | Leslie Hope      | Jason Filiatrault  | 7 de marzo de 2019            |
| 6            | 6            | «Homecoming, Part 2» «De vuelta a casa (Segunda parte)»                    | Leslie Hope      | Penny E. Gummerson | 7 de marzo de 2019            |
| 7            | 7            | «Undeclared, Part 1» «Sin declarar (Primera parte)»                        | Rachel Leiterman | Jennica Harper     | 7 de marzo de 2019            |
| 8            | 8            | «Undeclared, Part 2» «Sin declarar (Segunda parte)»                        | Rachel Leiterman | Rachel Langer      | 7 de marzo de 2019            |
| 9            | 9            | «Finals, Part 1» «Finales (Primera parte)»                                 | Mathias Herndl   | Shelley Eriksen    | 7 de marzo de 2019            |
| 10           | 10           | «Finals, Part 2» «Finales (Segunda parte)»                                 | Mathias Herndl   | Dennis Heaton      | 7 de marzo de 2019            |

### Temporada 2 (2020)
| N.º en serie | N.º en temp. | Título                                                    | Dirigido por     | Escrito por                                      | Fecha de lanzamiento original |
| ------------ | ------------ | --------------------------------------------------------- | ---------------- | ------------------------------------------------ | ----------------------------- |
| 11           | 1            | «Free Radicals, Part 1» «Radicales libres (Parte 1)»      | Leslie Hope      | Dennis Heaton                                    | 18 de junio de 2020           |
| 12           | 2            | «Free Radicals, Part 2» «Radicales libres (Parte 2)»      | Leslie Hope      | Dennis Heaton                                    | 18 de junio de 2020           |
| 13           | 3            | «Fear Itself, Part 1» «Los miedos propios (Parte 1)»      | Mathias Herndl   | Shelley Eriksen                                  | 18 de junio de 2020           |
| 14           | 4            | «Fear Itself, Part 2» «Los miedos propios (Parte 2)»      | Mathias Herndl   | Shelley Eriksen                                  | 18 de junio de 2020           |
| 15           | 5            | «The Commons, Part 1» «La Comunidad (Parte 1)»            | Marita Grabiak   | Jason Filiatrault                                | 18 de junio de 2020           |
| 16           | 6            | «The Commons, Part 2» «La Comunidad (Parte 2)»            | Marita Grabiak   | Penny E. Gummerson                               | 18 de junio de 2020           |
| 17           | 7            | «Spring Outbreak, Part 1» «Brote de primavera (Parte 1)»  | Mark Chow        | Gorrman Lee                                      | 18 de junio de 2020           |
| 18           | 8            | «Spring Outbreak, Part 2» «Brote de primavera (Parte 2)»  | David Von Ancken | Historia de: Kat Sieniuc Guion de: Rachel Langer | 18 de junio de 2020           |
| 19           | 9            | «New World Order, Part 1» «Nuevo orden mundial (Parte 1)» | Kristin Lehman   | Jason Filiatrault                                | 18 de junio de 2020           |
| 20           | 10           | «New World Order, Part 2» «Nuevo orden mundial (Parte 2)» | Kristin Lehman   | Dennis Heaton & Shelley Eriksen                  | 18 de junio de 2020           |

## Producción

### Desarrollo
El 17 de abril de 2018, se anunció que Netflix había ordenado a la producción de la serie una primera temporada que consta de diez episodios. La serie fue creada por Dennis Heaton, quien también sirve como escritor y productor ejecutivo junto con Shelley Eriksen, Chad Oakes, Mike Frislev y David Von Ancken. Las empresas productoras involucradas con la serie incluyen a Nomadic Pictures Entertainment. El 28 de marzo de 2019, se anunció que la serie fue renovada para una segunda temporada de 10 episodios que se estrenó el 18 de junio de 2020.

### Casting
Junto con el anuncio inicial de la serie se confirmó que Jake Manley, Sarah Grey, Matt Frewer, Sam Trammell y Max Martini habían sido elegidos como principales de la serie.

### Filmación
La producción de la primera temporada comenzó el 18 de abril de 2018 en Vancouver (Columbia Británica), y concluyó el 20 de julio de 2018. La filmación de la segunda temporada comenzó el 6 de agosto de 2019 y finalizó el 7 de noviembre de 2019.

## Lanzamiento
El 21 de febrero de 2019, se lanzó el tráiler oficial de la serie. La primera temporada se lanzó en Netflix el 7 de marzo de 2019. El 15 de junio de 2020, se lanzó el tráiler oficial de la segunda temporada.

## Recepción

### Recepción crítica
En el sitio web agregador de reseñas Rotten Tomatoes la primera temporada tiene una calificación de aprobación del 100% con una calificación promedio de 7,50/10, basada en 6 reseñas.

### Reconocimientos
| Año  | Premio     | Categoría                                                      | Nominado(s)                                             | Resultado | Ref.   |
| ---- | ---------- | -------------------------------------------------------------- | ------------------------------------------------------- | --------- | ------ |
| 2019 | Leo Awards | Mejor guion en una serie dramática                             | Jennica Harper (por «Introduction To Ethics, Part Two») | Nominada  | [ 15 ] |
| 2019 | Leo Awards | Mejor actuación invitada de una mujer en una serie dramática   | Jewel Staite (por «Homecoming, Part Two»)               | Nominada  | [ 15 ] |
| 2019 | Leo Awards | Mejor actuación secundaria de un hombre en una serie dramática | Matt Frewer (por «Finals, Part One»)                    | Nominado  | [ 15 ] |
| 2019 | Leo Awards | Mejor actuación secundaria de una mujer en una serie dramática | Katharine Isabelle (por «Finals, Part Two»)             | Nominada  | [ 15 ] |
| 2019 | Leo Awards | Mejor sonido en una serie dramática                            | Kirby Jinnah (por «Finals, Part Two»)                   | Nominado  | [ 15 ] |
| 2019 | Leo Awards | Mejores efectos visuales en una serie dramática                | Rob Bannister y Caleb Clark (por «Finals, Part Two»)    | Nominados | [ 15 ] |